# Schwesternbuch

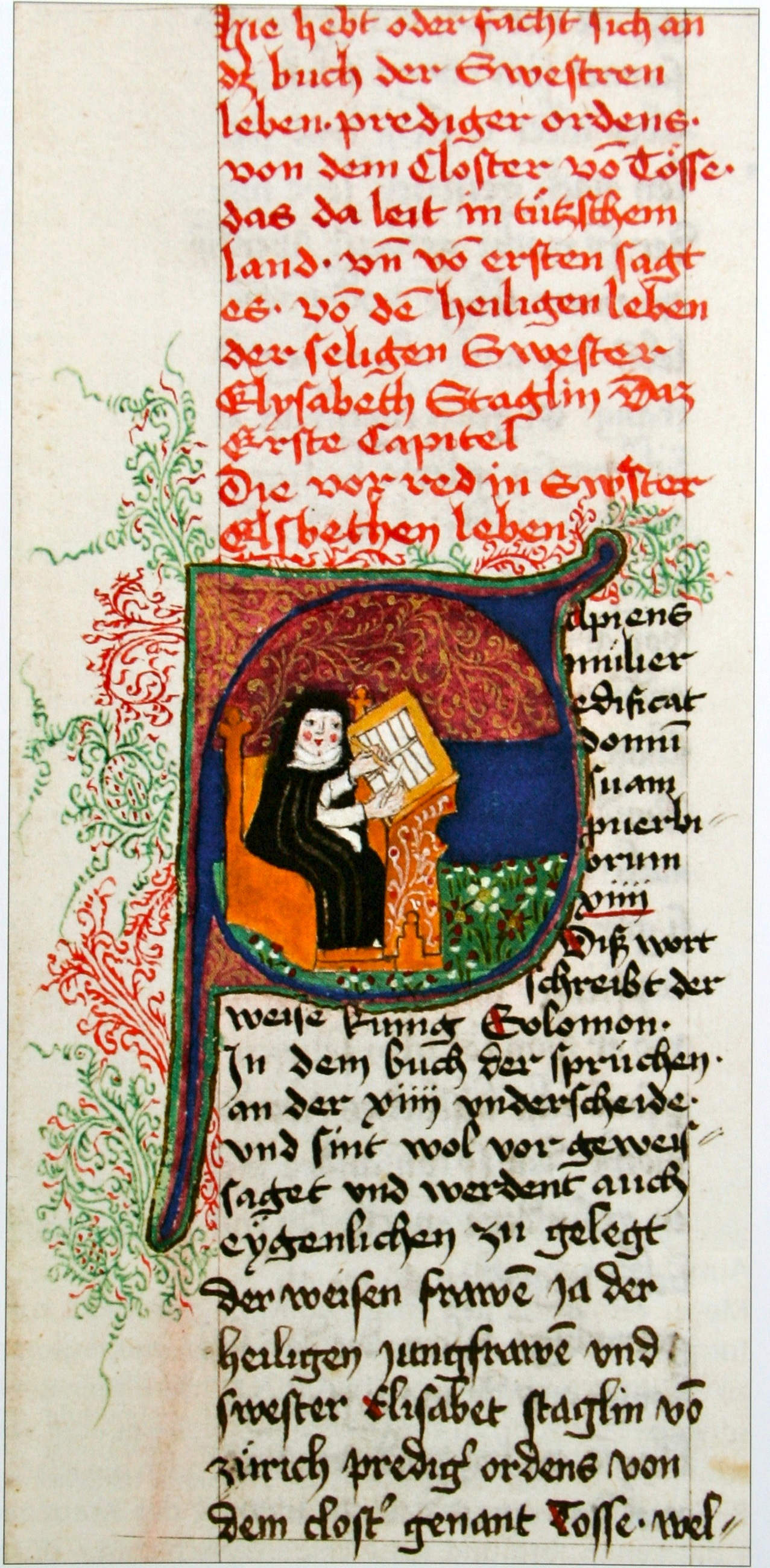
Handschrift des Tösser Schwesternbuchs

Schwesternbuch (plur. auch Nonnenviten, in englischsprachiger Fachliteratur Sister Books oder Convent Chronicles) ist innerhalb des deutschen Sprachraums der Begriff für eine Gattung der klösterlichen Vitenliteratur. Die einzelnen Werke entstanden in der ersten Hälfte des 14. Jahrhunderts in Dominikanerinnen-Klöstern Süddeutschlands und der Schweiz. In kurzen Berichten oder Kurzviten schildern sie Gnadenerfahrungen von Klosterangehörigen.

## Werke
Der Bestand an Schwesternbüchern ist nach derzeitiger Quellenkenntnis fest umrissen, indem insgesamt neun Werke bekannt sind:
- die Schwesternbücher von
  - Kloster Adelhausen[1] in Freiburg im Breisgau
  - Kloster Engelthal bei Nürnberg (Hauptartikel: Engelthaler Schwesternbuch)
  - Kloster Gotteszell bei Schwäbisch Gmünd (Hauptartikel: Ulmer Schwesternbuch)
  - Kloster St. Katharinental bei Diessenhofen
  - Kloster Kirchberg bei Sulz am Neckar
  - Kloster Oetenbach in Zürich
  - Kloster Töss bei Winterthur
  - Kloster Weil(er) in Esslingen am Neckar
  - Kloster Unterlinden in Colmar (in lateinischer Sprache).

Bei einigen Werken wird der Name der Verfasserin genannt oder kann erschlossen werden.
- Adelhausen: Anna von Munzingen, † nach 1327;
- Engelthal: Christine Ebner, † 1356;
- Kirchberg: Elisabeth von Kirchberg, † 1. H. 14. Jh.;
- Töss: Elsbeth Stagel, † um 1360;
- Unterlinden: Katharina von Gebersweiler, † 1330/45.

Dabei ist selbstverständlich nicht vom heutigen Autor-Begriff auszugehen. Die meisten Werke (außer Engelthal und Unterlinden) haben eine offene Form, sodass der Grundbestand erweitert werden konnte; im Übrigen konnte hinter der Verfasserin auch mitwirkend ein Redaktorinnenkollektiv stehen.
Ansonsten sind die Schwesternbücher anonym überliefert. Teilweise liegen mehrere Fassungen eines Schwesternbuches vor, indem der Grundbestand an Einzelviten erweitert oder gekürzt worden ist. Dabei sind mehrfach auch zuvor eigenständige Offenbarungsniederschriften oder Gnadenviten einzelner Nonnen verkürzt eingearbeitet. Die erhaltenen Handschriften stammen größtenteils aus dem 15. Jahrhundert, als die Texte vor allem im Zuge der Klosterreform in Reformklöstern wie Pillenreuth, Inzigkofen und dem Katharinenkloster Nürnberg abgeschrieben, zum Teil auch abgeändert und weitergegeben wurden. Zu nennen ist besonders auch der dominikanische Klosterreformer Johannes Meyer (1422–1482), der die Abschrift von Schwesternbüchern (zum Teil mit geänderter Intention) förderte.

## Inhalt
Einige der Schwesternbücher beginnen mit einem kurzen, meist legendarisch überhöhten Abriss der Gründungsgeschichte des Klosters, wobei jedoch weniger die historischen Fakten als vielmehr Gesinnung und heroisches Handeln der Gründerpersonen Beachtung finden. Zentraler Inhalt der Bücher sind dann die folgenden Berichte über eine mehr oder weniger große Anzahl von verstorbenen Klosterangehörigen, wobei nicht nur Konventsschwestern, sondern auch Laienschwestern und zuweilen auch männliche, mit dem Kloster verbundene Personen in den Blick kommen. Dabei konzentriert sich die Darstellung auf diejenigen Ereignisse, in denen die jeweilige Person besonders vorbildlich gehandelt hat oder besonderer Gnadenerfahrungen teilhaftig geworden ist. Verschiedentlich wird auch ein Gegenbild aufgezeigt, wenn vom Versagen einer Person oder dem Verlust von Gnadengaben berichtet wird. Insgesamt kommen dabei – in Bild wie in Gegenbild – wesentliche Aspekte des klösterlichen ebenso wie des individuellen religiösen Lebens zur Sprache, oftmals gerade auch aktuelle theologische Problemstellungen: von Fragen des klösterlichen Gehorsams, der Askeseformen und der Vita activa und contemplativa bis hin zu Gnadenlehre und Dreifaltigkeitsdogma.

## Literarische Form
Vorherrschende Darstellungsform ist die Reihung von Kurzviten, in denen es jeweils nicht um eine Darstellung des gesamten Lebens einer Person geht, sondern einzig um ihr Verhältnis zu Gott und ihr Verhalten in der Klostergemeinschaft. Als Vorbild hierfür können die Vitas fratrum / Vitae fratrum des dominikanischen Männerordens gedient haben, die wiederum auf das Vorbild der Vitas patrum / Vitae patrum zurückweisen. Stilistisch sind, ähnlich wie in den Gnadenviten, vor allem Formen und Strukturen legendarischen Erzählens kennzeichnend; in Wortwahl und Motiven dagegen ist die Sprache der Mystik präsent, und zwar ebenso in Hinblick auf die Bilder der zisterziensischen Gottesminne wie auch auf die Begriffe der dominikanischen spekulativen Theologie. Grundsätzlich bedeutet das vor allem für den heutigen Leser, dass er die Bildsprache der Texte ernst nehmen muss. Wenn etwa in einer Szene Jesus als Kind in der Hostie gesehen wird, ist das nicht ein Phantasieprodukt einer wundersüchtigen Nonne, sondern eine bildsprachliche Beglaubigung der Realpräsenz Jesu Christi im Eucharistiesakrament, also des Dogmas der Transsubstantiation. Parallelen gibt es zu den Mirakelerzählungen der Zeit, wobei in den Schwesternbüchern jedoch das Wunder mystisch verinnerlicht ist: als Tugendhaltung oder Gnadengabe.

## Intentionen
Die Schwesternbücher zielen keineswegs auf die Herausstellung einzelner Personen und deren „außerordentliche“, übernatürliche Erlebnisse wie Entrückungen oder Visionen. Sie haben vielmehr in der Klostergemeinschaft ihren „Sitz im Leben“, indem sie ebenso der Selbstvergewisserung der klösterlichen Gemeinschaft und der „Memoria“ ihrer verstorbenen Mitglieder wie auch der klösterlichen Unterweisung dienen. Nach den „heroischen“ Zeiten der Klostergründung galt es, der nachfolgenden Generation die religiösen Intentionen und Erfahrungen der Gründerinnen zu vermitteln. Zentral ist vor allem die neue Form der Spiritualität, wie sie sich seit dem 12. Jahrhundert in Form der Frauenmystik entwickelt hatte, in der eine vertiefte persönliche Beziehung zu Gott angestrebt wird, geistig wie auch emotional, wofür heute oftmals der Begriff „mystisch“ steht. So kann man schließlich die Schwesternbücher kurzgefasst als „eine Lehre von der praktischen Mystik“ verstehen.

## Bedeutung
Während früher die Schwesternbücher oftmals als Produkte naiver Nonnen und als Ausdruck einer verflachten Mystik abgewertet wurden, finden sie heute neue Beachtung als authentische Zeugnisse einer frauenklösterlichen Schreibkultur. Da theologische Traktate nur Männern erlaubt waren, benutzen hier hochgebildete Frauen narrative Formen, vor allem in Art von Visionsberichten, um Konzepte religiösen Denkens und Handelns darzulegen oder zu diskutieren.
Zugleich sind diese Bücher wichtige Dokumente für die Geschichte der deutschen Mystik. Sie lassen erkennen, dass die Mystik in den Frauenklöstern nicht erst eine Folge der dominikanischen Predigt war; vielmehr ging sie in manchen Klöstern dieser voraus. Im Diskurs mit den religiösen Erfahrungen der Frauen entwickelten dann Meister Eckhart, Johannes Tauler, Heinrich Seuse und andere ihre mystische Theologie und Seelsorge.